# Валерия Луисели
Валерия Луисели (на испански: Valeria Luiselli) е мексиканска журналистка и писателка на произведения в жанра драма и документалистика.

## Биография и творчество
Валерия Луисели е родена на 16 август 1983 г. в Мексико, Мексико. На двегодишна възраст се премества със семейството си в Мадисън, Уисконсин, където баща ѝ работи в неправителствени организации, а по-късно като дипломат премества семейството в Коста Рика, Южна Корея и РЮА. Когато е 16-годишна, родителите ѝ се разделят и тя се мести с майка си в град Мексико.
Следва в UWC Mahindra College в Индия, а след това в Националния автономен университет на Мексико, където получава бакалавърска степен по философия. След това живее известно време в Испания и Франция. Премества се в Ню Йорк, за да учи съвременен танц и работи като стажант в ООН. Следва сравнителна литература в Колумбийския университет и завършва с докторска степен.
След дипломирането си преподава литература и творческо писане в Бард Колидж в Ню Йорк, сътрудничи като писател с редица художествени галерии, пише статии за различни медии, и е либретист за хореографа Кристофър Уилдън за Нюйоркския балет.
Първата ѝ книга „Фалшиви документи“ (Papeles falsos) е издадена през 2010 г. е сборник с есета, в които третира темите за движението, пътуването, прехода и тяхното отражение.
През 2010 г. е издаден първият ѝ роман „Безтегловните“. Той е триптих, който представя историята на млада майка, живееща и работеща като преводачка в Ню Йорк, главният герой на нейния полуавтобиографичен роман и на мексиканския поет Гилберто Оуен, три гледни точки, които са вплетени в разказа.
Няколко от книгите ѝ са базирани на преживявания от реалния свят. Книгата ѝ „Кажи ми как свършва: есе в 40 въпроса“ от 2016 г. се основава на опита ѝ като доброволец като преводач на млади мигранти от Централна Америка, търсещи легален статут в Съединените щати, а работата ѝ с деца, търсещи убежище от Латинска Америка е централна тема в романа ѝ „Архив на изгубените деца“.
През 2016 г. писателката участва в журито на Международната награда за литература на Нойщат.
Романът ѝ „Архив на изгубените деца“ (Lost Children Archive) от 2019 г. е история за майка, баща и двете им деца, и пътуването им от Ню Йорк до Аризона в разгара на лятото. По пътя те научават за имиграционната криза и научават, че скоро може да се окажат в собствена криза ако не говорят на английски език. Книгата е удостоена с международната литературна награда IMPAC.
Получава литературна стипендия „Макартър“ за 2019 г. и стипендия „Гугенхайм“ за 2020 г. Произведенията ѝ са преведени на над 25 езика по света.
Валерия Луисели живее със семейството си в Бронкс.

## Произведения

### Самостоятелни романи
- Los ingrávidos (2010) – издадена и като Faces in the Crowd[1][2][3]
Безтегловните, изд. „Матком“ (2021), прев. Любка Славова[бележка 1]
- La historia de mis dientes (2013)[3]
- Lost Children Archive (2019) – награда „Фолио“, международна награда IMPAC, награда „Фернанда Пивано“
Архив на изгубените деца, изд.: ИК „Колибри“, София (2021), прев. Мирела Стефанова[бележка 2]

### Документалистика
- Papeles falsos (2010) – издадена и като Sidewalks[1][2][5]
- Tell Me How It Ends: An Essay in 40 Questions (2016) – американска награда за книга[3]